# Eddi Circa
Eddi Circa (Madrid, 1996) es una cantautora española.

## Biografía
Nació en Madrid en 1996. Es física de formación.
En 2020 publicó su primer álbum Pasar x el dutty free, donde hace un recorrido musical sobre el amor, la amistad, la ideología y la ciencia en ocho canciones.
Tres años después, en 2023, a la par que finalizaba su tesis doctoral en Física por la Universidad de Alcalá, publicó su segunda producción musical, En el bosque un claro, donde rinde tributo a la filosofía de María Zambrano, y de otras lesbianas destacadas en el campo de la filosofía y la literatura.
En 2024 editó una recopilación de sus canciones y las de su hermana gemela Raxet1, Cierva Imperio Perreo, publicada por la editorial Vizca. Incluye un compendio de textos inéditos de Monique Wittig.

## Discografía
- Pasar x el dutty free (2020)
- En el bosque un claro (2023)